# 麥茵泰
麥茵泰（1949/50年—），加拿大政治人物，2005年-13年間以卑詩自由黨黨員身份擔任卑詩省議會議員，先後代表西溫哥華—加里波第選區和西溫哥華—海天選區，期間曾在省長金寶爾內閣中出任跨政府關係省務廳長。

## 生平
麥茵泰於安大略省多倫多成長，在多倫多大學三一學院修讀政治學，1971年取得文學士學位。她於1980年與合夥人創辦民調公司，1996年則出售其持有之股權。她與丈夫安德魯·波廷傑（Andrew Pottinger）育有兩名子女。
她曾任卑詩自由黨西溫哥華—加里波第選區（West Vancouver-Garibaldi）行政委員會成員12年，當中六年出任該會主席。該區之自由黨省議員黎比寧宣布引退後，麥茵泰競逐該區自由黨候選人提名並成功出線，在2005年省選中以5573票之差當選。她於2008年6月獲省長金寶爾委派入閣，出任跨政府關係省務廳長。西溫哥華—加里波第選區於2009年省選前改組成西溫哥華—海天選區，麥茵泰在該區以6019票之差連任省議員，但未被委予內閣職務。
麥茵泰出任省議員期間，曾任省議會兒童及青年特別常務委員會主席和公共帳目特別常務委員會副主席，以及公營企業特別常務委員會、執政黨黨團農業規劃委員會、內閣家庭事務委員會、和內閣章程及優先事務委員會等會之成員。
2012年9月，她宣布不會在翌年省選中競逐連任，2013年5月省議員任期屆滿時卸任。